# 김보름
김보름(1993년 2월 6일~)은 대한민국의 스피드스케이팅 선수이다. 문성초등학교, 성화중학교, 정화여자고등학교를 거치며 쇼트트랙 선수로 활동하다가 2010년 스피드스케이팅으로 전향하여 장거리 국가대표로 선발되었다. 이후 한국체육대학교를 졸업하고 실업팀인 강원도청에서 활동하고 있다. 2010-11년 시즌부터 스피드스케이팅 국가대표로 국내외 대회에 출전하기 시작했으며, 2011년 동계 아시안 게임 3000m에서 은메달을 획득하며 주목받았다. 2011-12 시즌에도 다시 국가대표로 선발되었으며, 세계 주니어 선수권에서 종합 3위에 올랐고, 팀추월에서는 우승하였다.

## 학력
- 대구문성초등학교
- 성화중학교
- 정화여자고등학교
- 한국체육대학교 체육학과

## 홍보대사
- 강원도 2018 평창 동계올림픽대회 참여홍보대사[2]

## 수상
- 2016-2017시즌 대한빙상경기연맹 최우수선수[3]
- 2017 MBN 여성스포츠대상 2월 최우수선수[4]
- 2017 MBN 여성스포츠대상 우수상[5]

## 개인 최고 기록
| 종목  | 기록    | 날짜       | 장소                 |                |
| ----- | ------- | ---------- | -------------------- | -------------- |
| 500m  | 40.68   | 2015/03/07 | 캘거리               |                |
| 1000m | 1:18.12 | 2015/10/09 | 솔트레이크시티, 유타 |                |
| 1500m | 1:56.12 | 2013/11/16 | 솔트레이크시티, 유타 |                |
| 3000m | 4:03/85 | 2017/02/09 | 강릉                 | 한국 최고 기록 |
| 5000m | 7:05.55 | 2015/11/20 | 솔트레이크시티, 유타 | 한국 최고 기록 |

## 선수권 결과
| 년도      | 대회                 | 종목              | 결과 |
| --------- | -------------------- | ----------------- | ---- |
| 2016-2017 | 종목별세계선수권대회 | 매스스타트 16바퀴 | 1    |
| 2015-2016 | 종목별세계선수권대회 | 매스스타트 16바퀴 | 2    |
| 2012-2013 | 종목별세계선수권대회 | 팀추월 6바퀴      | 3    |
| 2016-2017 | 종목별세계선수권대회 | 팀추월 6바퀴      | 5    |
| 2014-2015 | 종목별세계선수권대회 | 팀추월 6바퀴      | 5    |
| 2016-2017 | 종목별세계선수권대회 | 3000m             | 6    |
| 2011-2012 | 종목별세계선수권대회 | 팀추월 6바퀴      | 6    |
| 2015-2016 | 종목별세계선수권대회 | 3000m             | 7    |
| 2014      | 올림픽               | 팀추월 6바퀴      | 8    |
| 2012/2013 | 종목별세계선수권대회 | 3000m             | 9    |
| 2012-2013 | 종목별세계선수권대회 | 1500m             | 11   |
| 2011-2012 | 종목별세계선수권대회 | 3000m             | 11   |
| 2014-2015 | 종목별세계선수권대회 | 매스스타트 16바퀴 | 12   |
| 2014-2015 | 종목별세계선수권대회 | 5000m             | 12   |
| 2014      | 올림픽               | 3000m             | 13   |
| 2014-2015 | 종합세계선수권대회   | 종합              | 18   |
| 2014-2015 | 종목별세계선수권대회 | 3000m             | 19   |
| 2014      | 올림픽               | 1500m             | 21   |

## 월드컵
| 년도      | 대회                 | 종목              | 결과 |
| --------- | -------------------- | ----------------- | ---- |
| 2016-2017 | 월드컵 종합          | 매스스타트 16바퀴 | 1    |
| 2012-2013 | 월드컵 종합          | 매스스타트 15바퀴 | 1    |
| 2016-2017 | 히렌빈 월드컵        | 매스스타트 16바퀴 | 1    |
| 2016-2017 | 나가노 월드컵        | 매스스타트 16바퀴 | 1    |
| 2015-2016 | 캘거리 월드컵        | 매스스타트 16바퀴 | 1    |
| 2012-2013 | 인젤 월드컵          | 매스스타트 15바퀴 | 1    |
| 2012-2013 | 콜롬나 월드컵        | 매스스타트 15바퀴 | 1    |
| 2016-2017 | 스타방에르 월드컵    | 매스스타트 16바퀴 | 2    |
| 2014-2015 | 히렌빈 월드컵        | 매스스타트 16바퀴 | 2    |
| 2012-2013 | 아스타나 월드컵      | 팀추월 6바퀴      | 2    |
| 2011-2012 | 베를린 월드컵        | 팀추월 6바퀴      | 2    |
| 2016-2017 | 아스타나 월드컵      | 매스스타트 16바퀴 | 3    |
| 2016-2017 | 하얼빈 월드컵        | 매스스타트 16바퀴 | 3    |
| 2016-2017 | 하얼빈 월드컵        | 팀추월 6바퀴      | 3    |
| 2013-2014 | 베를린 월드컵        | 팀추월 6바퀴      | 3    |
| 2012-2013 | 히렌빈 월드컵 파이널 | 매스스타트 15바퀴 | 3    |
| 2011-2012 | 하마르 월드컵        | 팀추월 6바퀴      | 3    |
| 2011-2012 | 히렌빈 월드컵        | 팀추월 6바퀴      | 3    |
| 2011-2012 | 아스타나 월드컵      | 매스스타트 15바퀴 | 3    |
| 2011-2012 | 월드컵               | 매스스타트 15바퀴 | 7    |
| 2014-2015 | 월드컵               | 매스스타트 16바퀴 | 8    |
| 2012-2013 | 월드컵               | 종합              | 9    |
| 2012-2013 | 월드컵               | 3000/5000m        | 10   |
| 2012-2013 | 월드컵               | 1500m             | 13   |
| 2014-2015 | 월드컵               | 3000/5000m        | 14   |
| 2015-2016 | 월드컵               | 매스스타트 16바퀴 | 15   |
| 2014-2015 | 월드컵               | 1500m             | 21   |
| 2011-2012 | 월드컵               | 1500m             | 22   |
| 2011-2012 | 월드컵               | 3000/5000m        | 25   |
| 2015-2016 | 월드컵               | 종합              | 26   |
| 2014-2015 | 월드컵               | 종합              | 27   |
| 2013-2014 | 월드컵               | 3000/5000m        | 27   |
| 2013-2014 | 월드컵               | 1500m             | 27   |
| 2011-2012 | 월드컵               | 종합              | 31   |
| 2015-2016 | 월드컵               | 3000/5000m        | 34   |
| 2015-2016 | 월드컵               | 1500m             | 40   |

## 생애
보름달이 뜬 날 태어나서 이름이 '보름'이 되었다고 한다.

### 쇼트트랙 입문
"초등학교 5학년 때 학교에서 스케이트장에 놀러갔었는데, 그 때 친구 타는 모습이 너무 멋있어 보여서 시작하게 됐어요"

"또래 선수들이 전국 대회에 나가 메달을 따고 할 때 나는 걸음마 수준에 불과했다."

"스케이트는 내가 좋아서 시작한 것이다. 운동을 하면서 아쉬운 부분들도 많지만, 그 아쉬움은 좋은 성적이 나오면 다 잊을 수 있었다. 이젠 이런 생활을 하는 게 당연하다고 생각한다. 회사에 다니는 사람들로 우리와 다 똑같다. 다들 일하면서 자기가 하고 싶은 것을 못하고 살지 않나."

### 초등학교
2003년 8월 2일 대구실내빙상장에서 열린 제7회 대구시장기빙상대회 여초등 5-6학년부 1000m에서 문성초등의 김보름은 1위로 결승라인을 통과했다.

### 중등학교
2007년 1월 4일 춘천의암실내빙상장에서 열린 제22회 회장배 전국남녀 쇼트트랙 스피드스케이팅대회 중학부 1500m 준결승 2조에서 김보름(성화중 2학년)은 2분27초20으로 5위에 그쳐 결승전 진출에 실패했다. 3000m 준결승 2조에서는 김보름이 5분38초25로 6위에 그쳐 결승전 진출에 실패했다.
2007년 2월 22일 고양어울림누리에서 열린 제88회 전국동계체육대회 1500m 준결승 3조에서 김보름은 3분05초02로 5위에 그쳐 결승전 진출에 실패했다. 23일 열린 3000m 준결승 1조에서는 김보름이 경기중 포기를 했다. 24일 열린 2000m계주에서는 김보름, 신아름, 김보라, 박연정으로 구성된 대구선발이 3분04초88로 동메달을 차지했다.
2007년 12월 15, 16일 이틀간 대만에서 열린 2007 아시아쇼트트랙선수권대회에서 황현선(과천중), 송재원(연성중), 김보름(성화중)이 2000m릴레이 주니어부 1위를 차지했다. 1000m에서는 이소연(평촌중)이 1위를 김보름이 2위를 차지했다.
2008년 2월 19일 탄천종합운동장빙상장에서 열린 제89회 전국동계체육대회 1500m에서 김보름(성화중 3학년)은 2분38초35로 동메달을 차지했다. 20일 열린 3000m에서는 김보름이 5분34초04로 6위를 차지했다.

### 고등학교
2009년 2월 10일 탄천종합운동장빙상장에서 열린 제90회 전국동계체육대회 1500m에서 김보름(정화여고 1학년)은 2분35초64로 5위를 차지했다. 11일 열린 3000m에서는 김보름이 6분19초03으로 동메달을 차지했다.
2010년 2월 2일 탄천종합운동장빙상장에서 열린 제91회 전국동계체육대회 1500m 준결승에서 김보름(정화여고 2학년)은 실격을 당했다. 3일 열린 3000m에서는 김보름이 6분00초10으로 은메달을 차지했다.

## 스피드스케이팅 선수 경력

### 전향
초등학교 5학년 때 쇼트트랙 선수로 입문한 김보름은 두각을 나타내지 못했고, 결국 고등학교 2학년 때 스피드스케이팅으로 전향했다. "아무래도 올림픽에서 이승훈 선수가 활약했던 게 영향이 가장 컸죠. 하지만 2010년도 전부터 스피드를 타고 싶다는 생각은 했었어요." "스피드스케이팅의 혼자만의 싸움이 매력적이라 전향 결심했습니다." "딱히 계기라고 할 건 없고 운동을 그만두려고 했어요. 그러다가 마지막으로 '스피드스케이팅 한번 해보고 그만두자'해서 전향을 했는데 지금 여기까지 온 거죠. 쇼트트랙 할 때 그렇게 잘 탔던 선수도 아니었고 성적도 계속 안나왔고 대학에 가서 진로 결정을 확실히 해야 하던 시기여서 전향을 하게 됐어요. "아무래도 시작이 늦다 보니 의욕과는 달리 또래 친구들과의 격차를 줄이기가 벅차더라고요. 결국엔 쇼트트랙에 흥미를 잃었고, 중학교 입학 후에는 운동을 그만 두게 됏죠. 다시 쇼트트랙을 시작하면서 이전보다는 확실히 괜찮았어요. 2009년 전국동계체육대회 쇼트트랙 1500m 부문에서 동메달을 딴 적도 있었거든요. 그렇지만 저는 쇼트트랙 선수로서의 가능성이 그렇게 큰 선수는 아니었죠. 쇼트트랙으로는 한계가 있다고 생각을 했어요" "전향에 대해 주위에서 반대를 많이 했어요. 열 명이면 열 명 다 좋지 않게 보시더라고요. 누군가 '그냥 쇼트트랙 타'라고 말했다면 오히려 괜찮았을 거예요. 그런데 다들 '네가 할 수 있을 것 같냐'고 하시더라고요. 스피드스케이팅에서도 그저그런 선수로 남으면 저를 비난했던 사람들의 생각처럼 되는 거잖아요. 뭔가 오기, 목표가 생겼어요." "쇼트트랙에 늦게 입문했고, 스피드스케이팅도 엄청나게 늦게 시작했지만, 왠지 모르게 마음이 편했다. 마지막 궁지에 몰린 터라 더 그랬던 것 같다." "이승훈은 쇼트트랙에서도 국가대표를 지냈지만 김보름은 다르다. 김보름은 쇼트트랙에서 크게 두각을 보이지 못하고 종목을 전환해 성공했다. 더 많은 선수들에게 희망을 주기도 한다." 실패했던 기간으로 보였던 쇼트트랙 경험이 훗날 주종목이 된 매스스타트를 위한 김보름의 가장 귀한 자산이 된다. "쇼트트랙 경험이 매스스타트에 많은 도움을 준다."

### 2010-2011
김보름은 스피드스케이팅 전향 1년차인 2010-2011시즌에 동계아시안게임 3000m에서 은메달을 차지했다.
2010년 11월 일본 도마코마에에서 열린 2010-2011 스피드주니어월드컵 1500m와 3000m에서 정화여고의 김보름은 2관왕에 올랐다.
2010년 12월 20일 서울 노원구 공릉동 태릉국제스케이트장에서 열린 제65회 전국남녀 종합빙상선수권대회 3000m에서 박도영(17-덕정고)이 4분21초18의 기록으로 1위에 올랐고 김보름(17)이 4분22초30을 기록 뒤를 이어 상위 2명에게 주어지는 2012년 1월 카자흐스탄에서 열리는 동계아시안게임 출전권을 따냈다.
2011년 1월 14일 막을 내린 2011 전국남녀 주니어빙상선수권대회 1500m와 3000m에서 김보름은 각각 2분3초93과 4분21초30의 대회신기록을 찍으며 1위를 차지했고, 최종순위에서도 167.430포인트로 대회기록을 갈아치우며 정상을 밟았다.
카자흐스탄 아스타나실내스피드스케이팅경기장서 펼쳐진 제7회 아스타나-알마티 동계아시안게임 3000m에서 김보름이 4분10초54의 기록으로 은메달을 차지했다. 김보름은 3000m 결승전에서 3조로 출발해서 앞서 출발한 1,2조 선수들에 비해 기록차를 크게 벌리며 1위에 섰지만 곧바로 4조 일본의 호조미 마사코에 2.72초 뒤졌다. 3위에 오른 중국의 왕페이는 4분19초77을 기록했다. 함께 경기에 나선 박도영(17, 덕정고)은 컨디션 난조로 아쉽게 5위에 머물렀다. 2011년 2월 5일 열린 5000m에서는 한국의 박도영(18, 덕정고)이 3번째 조로 일본의 호즈미 마사코와 함께 레이스를 펼쳐 6초40 뒤진 기록으로 골인했으나, 전체 2위(7분15초63)를 차지했다. 김보름은 7분22초92의 기록으로 4위를 차지해 아쉽게 메달을 놓쳤다.
2011년 2월 16일부터 18일까지 태릉국제스케이팅장에서 열린 제92회 전국동계체육대회 고등부 3000m에서 1위는 대회신기록인 4분17초42의 박도영(덕정고)이 차지했고 2위는 대회신기록인 4분22초21의 김보름이 차지했고 3위는 4분24초04의 임정수(청학고)가 차지했다. 1500m에서는 1위는 대회신기록인 2분4초37의 박도영이 차지했고 2위는 2분5초49의 김보름이 차지했고 3위는 2분7초16의 임정수가 차지했다.

### 2011-2013
김보름은 월드컵 팀추월 종목에서 한국 스피드스케이팅 사상 첫 메달을 수확했고 매스스타트에서도 개인 첫 메달을
2011년 11월 18일 러시아 첼랴빈스크에서 열린 2011-2012 국제빙상경기연맹 스피드스케이팅월드컵 1차 대회 3000m 디비전B에서 김보름은 4분12초38로 2위를 차지했다. 19일 열린 1500m 디비전B에서는 김보름이 2분01초39로 4위를 차지했다. 20일 열린 팀추월에서는 이주연, 노선영, 김보름이 3분05초79로 4위를 차지했다. 2011년 11월 25일 카자흐스탄 아스타나에서 열린 2차 대회 3000m 디비전A에서 김보름은 4분13초61로 20위를 차지했다. 26일 열린 1500m 디비전A에서는 김보름이 2분02초58로 20위를 차지했다. 27일 열린 매스스타트에서는 김보름(한국체대)이 7분26초85의 기록으로 첫 동메달을 따냈다. 2011년 12월 2일 네덜란드 히렌빈에서 열린 월드컵 3차 대회 5000m 디비전B에서 김보름은 7분26초10으로 12위를 차지했다. 3일 열린 1500m 디비전B에서는 김보름이 2분01초39로 5위를 차지했다. 4일 열린 팀추월에서는 이주연(동두천시청)-노선영(한국체대)-김보름으로 구성된 대표팀이 3분03초18의 기록으로 캐나다(3분00초01)와 러시아(3분02초38)에 이어 3위에 올랐다. 한국 스피드스케이팅이 월드컵 시리즈 팀 추월에서 메달을 딴 것은 이번이 처음이다. 2012년 2월 12일 노르웨이 하마르에서 끝난 월드컵 5차 대회 팀추월 경기에서 이주연(25)과 노선영(23), 김보름(18)이 출전하여 3분05초65의 기록으로 폴란드(3분05초57)에 이어 동메달을 차지했다. 3000m에 출전한 김보름은 4분15초66의 기록으로 16위에 머물렀다. 1500m 디비전A에서는 김보름이 2분00초24로 10위를 기록했다. 디비전B에서는 이주연(동두천시청)과 노선영(한체대)이 각각 1위(2분01초53)와 3위(2분01초82)를 차지했다. 2012년 3월 10일 독일 베를린에서 열린 월드컵 파이널 1500m에서 김보름은 1분59초52로 12위를 차지하며 73점 22위로 시즌을 마쳤다. 11일 열린 매스스타트에서는 김보름이 8분53초69로 7위를 차지하며 110점 7위로 시즌을 마쳤다. 팀추월에서는 김보름, 이주연, 노선영이 3분03초29로 은메달을 차지하며 320점 3위로 시즌을 마쳤다.
2011년 제66회 전국남녀 종합스피드스케이팅 선수권대회 3000m에서 김보름은 2위를 차지했다.
2011년 아시아종목별선수권대회 3000m에서 김보름은 실격을 받았다.
2012년 2월 16일 서울 공릉동 태릉국제스케이팅장에서 열린 제93회 전국동계체육대회 대학부 3000m 결승에서 김보름(19)은 4분18초11의 대회신기록을 작성하며 금메달을 거머쥐었다. 17일 열린 1500m에서도 2분05초로 우승한 김보름은 대구-경북 동계체전 선수 중 유일한 2관왕 타이틀을 획득했다.
2012년 3월 3일 일본 오비히로에서 열린 스피드스케이팅주니어세계선수권대회 3000m에서 박도영이 1위, 김보름이 2위를 차지했다. 1500m에서는 김보름이 2위, 박도영이 4위, 남예원이 33위를 차지했다. 1000m에서는 김보름이 6위, 김현영이 7위, 박도영이 10위, 임정수가 27위를 차지했다. 종합에서는 김보름이 3위, 박도영이 5위, 임정수가 14위를 차지했다. 4일 열린 팀추월 경기에서 김보름은 박도영(한국체대), 임정수(청학고)와 팀을 이뤄 출전하여 3분07초36의 기록으로 일본(3분13초67)과 러시아(3분14초41)를 제치고 금메달을 목에 걸었다.
2012년 3월 22일 네덜란드 히렌빈에서 열린 2012 국제빙상경기연맹 종목별스피드스케이팅세계선수권대회 3000m에서 김보름은 4분11초09로 11위를 차지했다. 25일 열린 팀추월에서는 이주연, 노선영, 김보름으로 구성된 대표팀이 3분03초86으로 6위를 차지했다.
2012년 11월 4일 태릉국제스케이트장에서 열린 제47회 종목별 스피드스케이팅선수권대회 3000m에서 김보름은 4분18초60으로 박도영(4분21초18-한국체대)과 임정수(4분25초23-한국체대)를 여유있게 제치고 대회신기록과 함께 우승을 차지했다. 6일 열린 1500m 경기에서도 김보름이 2분02초98로 역시 한체대 출신인 노선영(2분05초00-용인시청)과 박도영(2분05초71)을 꺽고 대회신기록과 함께 금메달을 획득했다.
2012년 11월 16일 네덜란드 히렌빈에서 열린 2012-2013 국제빙상경기연맹 스피드스케이팅월드컵 1차 대회 3000m 디비전B에서 김보름은 4분10초81로 1위를 차지했다. 17일 열린 1500m 디비전B에서는 김보름이 1분58초41로 1위를 차지했다. 매스스타트 부문에서는 김보름이 4위를 차지했다. 18일 열린 팀추월에서는 김보름, 노선영, 박도영이 3분03초13으로 5위를 차지했다. 2012년 11월 24일 러시아 콜롬나에서 열린 월드컵 2차 대회 매스스타트에 출전한 김보름은 8분40초77의 기록으로 금메달을 따냈다. 박도영(20-한국체대)은 8분41초26으로 5위, 노선영은 8분41초82로 10위를 차지했다. 1500m 디비전A에서는 김보름이 1분57초05로 전체 선수 20명 중 5위를 기록하며 한국 여자 장거리의 스타 탄생을 예고했다. 1500m 디비전B에서는 노선영이 2분00초74로 5위, 박도영이 2분02초34로 15위를 차지했다. 25일 열린 3000m 디비전A에서도 김보름은 4분06초13의 기록으로 7위에 오르는 등 장거리에서 꾸준히 좋은 모습을 보였다. 박도영은 4분12초31의 기록으로 16명의 출전선수 중 최하위에 머물렀다. 3000m 디비전B에서는 노선영이 4분13초51로 16위를 차지했다. 2012년 12월 1일 카자흐스탄 아스타나에서 열린 월드컵 3차 대회 5000m 디비전A에서 김보름은 7분11초19의 기록으로 전체 12명의 선수 중 5위를 기록, 메달권 진입에 실패했다. 5000m 디비전B에서는 박도영이 7분30초18로 16위, 노선영(23, 한국체대)이 7분35초47로 19위, 임정수가 7분39초23으로 21위를 차지했다. 2일 열린 1500m 디비전A에서는 김보름이 2분00초38의 기록으로 17위를 차지했다. 1500m 디비전B에서는 노선영이 2분02초47로 9위, 박도영이 2분03초10으로 11위를 차지했다. 팀추월 경기에 출전한 김보름, 노선영, 박도영은 3분00초55의 기록으로 은메달을 획득했다. 2013년 2월 9일 독일 인첼에서 열린 월드컵 7차 대회 매스스타트에서 김보름은 8분13초80만에 1위로 결승선을 통과했다. 이 대회에서 김보름은 월드컵 포인트 100점을 추가, 총점 260점으로 네덜란드의 마리스카 휘스먼(240점)을 제치고 여자 매스스타트 월드컵 랭킹 1위로 올라섰다. 함께 레이스를 펼친 박도영(8분16초82)과 노선영(8분17초64)은 각각 10위, 15위에 그쳤다. 1500m 디비전A에도 김보름은 출전했으나 1분58초43의 기록으로 10위에 머물렀다. 10일 열린 3000m 디비전A에서는 김보름이 4분13초04로 13위에 머물렀다. 2013년 3월 1일 독일 에르푸르트에서 열린 월드컵 8차 대회 5000m 디비전A에서 김보름은 7분41초22로 11위를 차지했다. 2일 열린 1500m 디비전A에서는 김보름이 2분02초80으로 18위를 차지했다. 2013년 3월 9일 네덜란드 히렌빈에서 열린 월드컵 파이널 3000m에서 김보름은 4분08초51로 8위를 차지하며 185점 10위로 시즌을 마쳤다. 10일 열린 1500m에서는 김보름이 2분00초58로 16위를 차지하며 133점 13위로 시즌을 마쳤다. 매스스타트에서는 김보름이 3위로 골인했지만 앞서 치른 2차와 7차 월드컵에서 1위를 한 바 있어 총점 365점으로, 330점에 그친 마리스카 후이스만(네덜란드)을 제치고 종합우승의 쾌거를 달성했다.
2012년 12월 22, 23일 이틀간 태릉국제스케이트장에서 열린 제67회 전국남녀 종합스피드스케이팅선수권대회에서 김보름과 박도영이 각각 170.241점과 174.147점을 기록하며 1, 2위를 차지했다. 22일 열린 3000m 경기에서 김보름은 4분16초19의 대회신기록을 세우며 1위를 차지, 중간합계 선두에 올랐다. 23일 1500m와 5000m에서도 정상에 오르며 22일 열린 500m에서 남지은에 이어 2위를 차지한 것을 제외하고는 모든 종목 1위에 오르며 대회신기록으로 우승을 확정지어서 12월 29일부터 30일까지 이틀간 중국 창춘에서 펼쳐지는 2013 세계올라운드선수권대회 아시아지역예선의 출전자격을 획득했다.
2013년 1월 7일 태릉국제스케이트장에서 열린 제43회 회장배 전국남녀 스피드스케이팅대회 1500m에서 김보름은 2분02초34의 대회신기록으로 1위를 차지했다. 8일 열린 1000m에서는 김보름이 1분20초37로 1위를 차지했다. 팀추월에서는 박도영, 김보름, 임정수로 구성된 한국체육대학교팀이 3분11초86으로 1위를 차지했다.
김보름은 2013년 1월 21일 태릉국제스케이트장에서 열린 2013 전국남녀 종별종합스피드스케이팅선수권대회 500m에서 41초33으로 3위, 22일 열린 1000m에서 1분20초38의 대회신기록으로 1위, 1500m에서 2분00초94의 대회신기록으로 1위, 23일 열린 3000m에서 4분18초04의 대회신기록으로 1위를 하며 종합우승을 차지했다.
제94회 전국동계체전에서 김보름은 3000m와 1500m에서 금메달을 획득해 2연속 2관왕을 달성했다.
2013년 3월 21일 러시아 소치에서 열린 2013 국제빙상경기연맹 스피드스케이팅종목별세계선수권대회 3000m에서 김보름은 4분12초69로 9위를 차지했다. 22일 열린 1500m에서는 김보름이 1분59초15로 11위를 차지했다. 24일 열린 팀추월에서는 김보름-노선영(용인시청)-박도영(한국체대)로 구성된 팀추월 대표팀이 3분05초32의 기록으로 네덜란드(3분00초02), 폴란드(3분04초91)에 이어 3위에 올라 사상첫 팀추월 메달을 획득했다.

### 2013-2014 - 소치의 좌절
김보름은 월드컵을 거르며 소치 동계올림픽을 대비했으나 스피드와 체력 등에서의 네덜란드-캐나다등 서양 선수에 대한 역부족, 실망스러운 경기력으로 인한 페이스 조절 실패, 그리고 무릎 전방 십자인대가 파열되면서 주종목인 5000m를 포기하는 등 어려움을 겪으며 메달 획득에 실패하는 좌절을 겪었다.
2013년 10월 23일 서울 노원구 공릉동의 태릉국제스케이트장에서 열린 제48회 전국남녀 종목별스피드스케이팅선수권대회 3000m에서 김보름(20)은 4분18초89로 결승선을 통과해 1위에 올랐다. 박도영(20-한국체대)이 4분21초30으로 2위에, 노선영(24-강원도청)이 4분21초37로 3위에 등극했다. 25일 열린 1500m에서는 김보름이 2분02초44의 대회신기록으로 노선영(강원도청-2분02초77)을 제치고 우승했다. 5000m에서도 김보름은 이주연이 2008년 남긴 기존 대회기록(7분46초20)에 7초가량 앞선 7분39초14로 우승, 3광왕의 영예를 안았다. 여자 1500m 및 3000m에서는 팀추월 우선선발 대상자인 김보름과 노선영, 박도영(한국체대) 외에 양신영(전북도청), 전예진(한국체대)이 월드컵 엔트리에 포함됐다.
2013년 11월 8일 캐나다 캘거리에서 열린 2013-2014 국제빙상경기연맹 스피드스케이팅월드컵 1차 대회 3000m에서 김보름은 4분07초93의 기록으로 12위에 머물렀다. 9일 열린 1500m에서는 김보름이 1분56초94 만에 결승선을 통과, 20명의 선수 중 최하위에 머물렀다. 10일 열린 팀추월에서는 김보름, 노선영, 양신영이 3분00초32로 5위를 차지했다. 2013년 11월 15일 미국 솔트레이크시티에서 열린 월드컵 2차 대회 3000m 디비전A에서 김보름은 4분04초62로 15위를 차지했다. 16일 열린 1500m 디비전B에서는 김보름이 1분56초12로 개인최고기록을 세우며 8위를 차지했다. 17일 열린 팀추월에서는 김보름, 노선영, 박도영이 2분58초32로 7위를 차지했다. 2013년 11월 29일 카자흐스탄 아스타나에서 열린 월드컵 2차 대회 5000m 디비전B에서 김보름은 7분09초99로 6위를 차지했다. 30일 열린 1500m 디비전B에서는 김보름이 1분58초12로 1위를 차지했다. 2013년 12월 9일 독일 베를린에서 열린 월드컵 4차 대회 팀추월에 김보름은 노선영(24-강원도청), 양신영(23-전라북도청)과 함께 출전해 3분02초04의 기록으로 네덜란드(2분58초19), 폴란드(3분1초18)에 이어 3위에 올랐다.
2013년 12월 13일 이탈리아 트렌티노의 바셀가디피네아이스링크경기장에서 열린 제26회 트렌티노 동계유니버시아드대회 1500m 경기에서 김보름은 2분1초19의 기록으로 금메달을 획득했다. 같은 경기에 출전한 양신영, 박도영은 각각 5위, 6위를 기록했다. 15일 열린 3000m에서는 김보름이 은메달을 땄다. 18일 열린 5000m에서도 김보름이 7분17초82만에 결승선을 통과, 마르티나 사브리코바(체코, 7분05초17)에 이어 은메달을 획득했다. 동반 출전한 박도영(한국체대)은 7분26초58의 기록으로 3위에 올랐다. 20일 열린 팀추월에서는 김보름과 박도영(20-한국체대), 양신영(23-전북도청)의 여자대표팀이 3분06초53으로 결승선을 통과, 일본(3분11초39)을 제치고 정상에 올랐다.
김보름은 2013년 12월 23일 태릉국제스케이트장에서 열린 제68회 전국남녀 종합스피드스케이팅선수권대회 500m에서 41초77로 2위, 3000m에서 4분18초76으로 1위, 24일 열린 1500m에서 2분03초54로 1위, 5000m에서 7분26초06의 대회신기록으로 1위를 하며 종합 우승을 차지했다.
2014년 1월 7일 태릉국제스케이트장에서 열린 제44회 회장배 전국남녀 스피드스케이팅대회 1500m에서 김보름은 2분01초01의 대회신기록으로 1위를 차지했다. 8일 열린 1000m에서는 김보름이 1분19초94로 2위를 차지했다.
2014년 2월 9일 러시아 소치 아들레르 아레나서 열린 소치 동계올림픽 3000m 부문에서 김보름(21)은 4분12초08의 기록으로로 13위를 차지했다. 이날 3조로 경기를 치른 김보름은 21초05로 200m 구간을 통과한 후 2분31초34로 1800m 구간을 지났다. 이후 2200m 구간 통과 순간부터 스피드를 올리며 후반 들어 스퍼트를 올렸고, 결국 하위권이 아닌 중위권 기록을 남겼다. 김보름의 순위인 13위는 지난 2006 토리노 올림픽, 2010 밴쿠버 올림픽 당시 노선영(25-강원도청)이 기록한 19위를 넘어 한국 여자 3000m 부문의 가장 높은 순위다. 5조의 노선영은 4분19초02를 기록했다. 노선영은 200m 구간에서 21초32의 기록으로 지난 이후 속도를 올리지 못한 채로 결승점을 통과했다. 결국 노선영은 전체 26위의 성적을 남기며 경기를 마쳤다. 6조에서 경기를 소화한 양신영(24-전북도청)은 4분23초67을 기록해 이날 대회를 뛴 28명 중 최저의 기록을 남겼다. 한편 이날 대회는 4분00초34의 이레네 부스트(네덜란드)가 2006년 토리노 동계올림픽 이후 8년 만에 금메달을 다시 가져갔다. 대회 2연패를 노린 2위 마르티나 사블리코바(체코-4분01초95)와 3위 올가 그라프(러시아-4분03초47)에 앞선 기록이다. 16일 열린 1500m에서는 네덜란드의 요리엔 테르모르스가 1분53초51의 올림픽 기록으로 금메달을 차지했다. 은메달과 동메달도 네덜란드 선수들이 휩쓸었다. 은메달은 이레인 뷔스트(1분54초09)에게 돌아갔고 동메달은 하를로터 판바이크(1분54초54)가 주인이 됐다. 심지어 4위도 네덜란드 선수인 마리트 리엔스트라(1분56초40)가 차지했다. 김보름은 1분59초78로 21위에 올랐다. 노선영(25-강원도청)은 2분01초07로 29위, 양신영(24-전북도청)은 2분04초13으로 최하위인 36위에 그쳤다. 김보름은 무릎 통증이 있어 5000m를 기권했다. 22일 열린 팀추월 파이널D(7-8위 결정전)에서 김보름, 노선영(25, 강원도청), 양신영(24, 전북도청)이 나란히 달린 여자 팀추월 대표팀은 노르웨이에 져 8위로 대회를 마쳤다. 전날 8강전에서 일본에 져 준결승 진출에 실패한 여자 대표팀은 이날 3분11초54만에 마지막 주자가 결승선을 통과해 3분8초35를 기록한 노르웨이에 패했다.
2014년 2월 28일 서울 노원구 태릉국제스케이트장에서 열린 제95회 전국동계체전에서 김보름은 3000m와 1500m에서 금메달을 획득해 3연속 2관왕이라는 대업을 달성했다.
2014년 3월 8일 태릉국제스케이트장에서 열린 제49회 고빙상인추모 전국남녀 스피드스케이팅대회 1500m에서 김보름은 2분03초05의 대회신기록으로 1위를 차지했다. 9일 열린 3000m에서는 김보름이 4분21초75로 1위를 차지했다.
2014년 3월 13일 태릉국제스케이트장에서 열린 제47회 전국남녀 대학대항스피드스케이팅대회 3000m에서 김보름은 4분24초88로 1위를 차지했다. 14일 열린 1500m에서는 김보름이 2분03초49로 1위를 차지했다.

### 2014 ~ 2015년
김보름은 잃어버린 자신감과 부상의 여파로 인해 세계대회에서 극심한 슬럼프를 겪지만 시즌 말 동계체전에서 2관왕 4연패의 위업을 달성하며 희망의 끈을 이어갔다.
2014년 10월 29일부터 31일까지 서울 노원구 태릉국제스케이트장에서 열린 제49회 전국남녀 종목별스피드스케이팅선수권대회 3000m에서 김보름이 4분24초06으로 1위에 올랐고, 전예진(한국체대-4분24초29)이 뒤를 이어 국가대표가 되었다. 1500m에서는 노선영(강원도청)이 2분05초00으로 1위, 김보름이 2분06초75로 2위, 박초원(노원고등학교)이 2분06초99로 3위를 차지하며 국가대표가 되었다.
2014년 11월 14일 일본 오비히로에서 열린 2014-2015 국제빙상경기연맹 스피드스케이팅월드컵 1차 대회 3000m 디비전B에서 4분14초43으로 3위를 차지했다. 15일 열린 팀추월에서는 김보름, 전예진, 노선영, 박초원으로 구성된 대표팀이 3분15초39로 9위를 차지했다. 16일 열린 1500m 디비전B에서는 김보름이 2분03분39로 6위를 차지했다. 매스스타트에서는 김보름이 8분35초05 6위로 마쳤으나 포인트에서 10위로 밀렸다. 2014년 11월 21일 서울 태릉 국제스케이트장에서 열린 월드컵 2차 대회 5000m에서 김보름은 7분26초63을 기록, 9위에 머물렀다. 22일 열린 1500m 디비전B에서는 김보름이 2분 04초01로 3위를 차지했다. 23일 열린 매스스타트에서는 전예진이 8위로 경기를 마무리했고 김보름은 9위로 결승선을 통과했다. 2014년 12월 5일 독일 베를린에서 열린 월드컵 3차 대회 3000m 디비전A에 출전한 김보름은 4분13초78로 10위에 기록했다. 6일 열린 팀추월에서는 김보름, 노선영, 전예진이 3분08초49로 7위를 차지했다. 7일 열린 1500m 디비전A에서는 김보름이 2분03초24로 20위를 차지했다 매스스타트에서는 김보름이 8분33초56 4위로 마쳤으나 포인트에서 10위로 밀렸다. 2014년 12월 12일 네덜란드 헤이렌베인 티알프 실내빙상장서 열린 월드컵 4차 대회 3000m 디비전A에서 김보름이 4분13초61로 13위에 올랐다. 13일 열린 팀추월에서는 전예진, 김보름, 노선영, 박초원으로 구성된 대표팀이 3분08초33으로 6위를 차지했다. 14일 열린 1500m 디비전A에서는 김보름이 2분01초43으로 18위를 차지했다. 매스스타트에서는 김보름이 이바니 블론딘(캐나다, 8분24초01)과 불과 0.02 차이나는 8분24초03의 기록으로 은메달을 목에 걸었다. 김보름은 이날 월드컵포인트 80점을 추가, 총점 168점으로 클라우디아 페흐스타인(독일), 다카기 미호(일본) 등을 제치고 블론딘(350점), 이리네 슈텐(네덜란드, 320점), 마르티나 사블리코바(체코, 255점), 다카기 나나(일본, 200점)에 이어 5위로 뛰어올랐다. 2015년 1월 31일 노르웨이 하마르에서 열린 월드컵 5차 대회 1500m 디비전A에서 김보름이 2분00초99의 기록으로 13위에 올랐다. 함께 출전한 노선영(강원도청)은 2분01초39로 16위에 올랐다. 우승은 헤더 리처더슨(미국-1분56초30)이 차지했다. 2월 1일 열린 3000m 디비전A에서는 김보름이 4분12초38로 11위를 차지했다. 매스스타트에서는 김보름이 25위를 차지했다.
2014년 12월 23, 24일 이틀간 태릉국제스케이트장에서 열린 제69회 전국남녀 종합선수권대회에서 김보름은 23일 열린 500m, 3000m에 이어 24일 열린 1500m(2분04초58)와 5000m(7분34초40)까지 4개 종목 모두 1위를 휩쓸어 정상에 올라 국제빙상경기연맹 월드컵 5차 대회 결과를 바탕으로 정해지는 국가별 쿼터에 따라 내년 3월 캐나다 올라운드 세계선수권대회에 출전하게 되었다.
2015년 1월 5일 태릉국제스케이트장에서 열린 제45회 회장배 전국남녀 스피드스케이팅대회 1500m에서 김보름은 2분02초49로 1위를 차지했다. 6일 열린 1000m에서는 김보름이 1분20초54로 3위를 차지했다. 팀추월에서는 전예진, 김보름, 박도여으로 구성된 한국체육대학교팀이 3분19초73으로 1위를 차지했다.
2015년 2월 12일 네덜란드 헤이렌베이에서 열린 2015 국제빙상경기연맹 종별세계선수권대회 여자 3000m에서 김보름은 4분17초82의 기록으로 19위에 올랐다. 13일 열린 5000m에서는 김보름이 7분39초30으로 최하위인 12위를 면하지 못했다. 14일 열린 팀추월에서는 김보름, 노선영, 전예진, 박승희로 구성된 대표팀이 3분05초84로 5위를 차지했다. 15일 열린 매스스타트에서는 김보름이 8분38초95로 4위로 마쳤으나 포인트에서 12위로 밀렸다.
2015년 2월 26일 서울 태릉빙상경기장에서 열린 제96회 전국동계체전 대학부 3000m에 출전한 김보름(대구)이 대학부 3000m 4연패를 달성했다. 김보름은 이날 박도영(경기, 한국체대)과 같은 조로 경기를 펼쳤으며 차분한 페이스를 유지하며 박도영과 거리를 유지해 나갔다가 경기 중반에 이뤘을 때 치고 나가기 시작해 박도영과 거리를 벌리며 4분18초95로 여유롭게 결승선에 찍었다. 한편 김보름과 같은 조로 출전한 박도영은 4분21초13으로 최종순위 2위로 여자 대학부 3000m를 끝마쳤다. 27일 열린 1500m에서도 김보름(22)이 2분04초97로 참가선수 7명 중 가장 좋은 기록을 내며 4회 연속 2관왕의 대업을 일궜다. 박도영(22-한국체대-2분06초50)과 남지은(20-한국체대-2분07초01)이 각각 은, 동메달을 차지했다.
2015년 3월 7일 캐나다 캘거리에서 열린 2015 국제빙상경기연맹 종합스피드스케이팅세계선수권대회 500m에서 김보름은 40초68로 개인최고기록을 세우며 22위에 올랐다. 3000m에서는 김보름이 4분10초00으로 16위를 차지했다. 8일 열린 1500m에서는 김보름이 1분58초86으로 16위를 차지했다.

### 2015 ~ 2016년
매스스타트가 동계올림픽의 정식 종목으로 체택되었다. "평창이 아니었다면 그냥 '평범한 선수'로 뛰다가 아무도 모르게 은퇴했겠죠." "제가 어릴 적부터 유난히 승부욕이 강했어요. 그리서인지 운동을 열심히 했고 달리기에서도 일등을 놓치지 않았죠. 매스스타트는 쇼트트랙과 비슷한데 제 앞에 어떤 선수가 있으면 따라잡고 싶은 마음이 큽니다. 이런 승부욕이 매스스타트라는 종목에 큰 도움이 되는 것 같아요." 긴 방황 끝에 목표를 찾은 김보름은 집중력을 발휘하며 월드컵 1차 대회 매스스타트에서 우승을 했지만 2차 대회에서 부상을 당하며 월드컵 시즌을 마감했다. 하지만 시즌 말 종목별세계선수권대회 매스스타트에서 은메달을 차지하며 여제의 귀환을 예고했다.
2015년 10월 28일 서울 태릉국제스케이트장에서 벌어진 제50회 전국남녀 종목별스피드스케이팅선수권대회 3000m에서 김보름(대구일반)은 4분18초88로 박도영(동두천시청-4분22초97)에 여유있게 앞서 1위에 올랐다. 김보름은 1500m에서도 우승하며 2관왕에 올랐다.
2015년 11월 13일 캐나다 캘거리에서 열린 2015-2016 국제빙상경기연맹 스피드스케이팅월드컵 1차 대회 3000m 디비전A에서 김보름은 4분08초95로 15위를 차지했다. 14일 열린 팀추월에서는 김보름, 노선영, 박도영이 2분59초25로 5위를 차지했다. 15일 열린 1500m 디비전A에서는 김보름이 1분57초83으로 20위를 차지했다. 16일 열린 매스스타트 디비전A에서는 김보름이 8분36초04의 기록으로 가장 먼저 결승선을 통과했다. 2위인 이레인 슈카우텐(네덜란드-8분36초09)을 0.05초 차로 제쳤다. 김보름은 2013년 2월 월드컵 7차 대회 매스스타트에서 우승한 이후 2년 9개월만에 금메달리스트가 됐다. 2015년 11월 20일 미국 솔트레이크시티에서 열린 월드컵 2차 대회 5000m 디비전B에서 김보름은 7분5초55의 한국최고기록을 세우며 8위를 차지했다. 21일 열린 1500m 디비전B에서는 김보름이 1분57초76으로 12위를 차지했다. 23일 열린 매스스타트 디비전A에서 김보름은 마지막 16바퀴째를 돌다가 넘어져 20명 가운데 최하위에 머물렀다. 일본의 오시기리 미사키와 접촉이 있은 후, 넘어졌다. 김보름이 마지막 바퀴를 돌 때까지 선두 경쟁을 펼쳤기에 아쉬움이 더 크다. 15바퀴까지의 기록만 인정받아 8분01초85를 기록했다. 우승은 8분27초19로 결승선을 통과한 이레인 슈카우텐(네덜란드)이 차지했다. 김보름과 함께 출전한 노선영(26-강원도청)은 8분28초29로 12위에 올랐다. 김보름은 허리 부위의 핏줄이 터지고 연골을 다쳐 월드컵 3, 4차 대회에 나설 수 없게 됐다.
2015년 12월 22일 서울 태릉국제스케이팅장에서 열린 제70회 전국남녀 종합선수권대회 3000m에서 4분17초39의 기록으로 정상에 올랐던 김보름은 23일 첫 종목으로 나선 1500m에서 2분3초27을 기록하며 노선영(강원도청, 2분5초17)과 박지우(의정부여고, 2분5초83)에 앞서 1위에 올랐다. 또 5000m 종목에서도 김보름은 7분41초07을 기록하며 박지우(7분47초77), 장수지(유봉여고, 8분9초47)를 크게 앞질렀다. 22일 열렸던 500m 종목에서 41초39로 3위에 올랐던 김보름은 종합점수 171.485점을 받으며 종합 우승을 차지했다.
2016년 2월 11일 러시아 콜롬나에서 열린 2016 국제빙상경기연맹 종목별스피드스케이팅세계선수권대회 3000m에서 김보름은 4분08초14로 7위를 차지했다. 14일 열린 매스스타트에서는 김보름(강원도청)이 8분17초66을 기록, 우승을 차지한 캐나다의 이바니 블롱댕(8분17초53)에 0.13초 차로 뒤져 금메달을 내주고 은메달을 차지했다. 김보름은 레이스 중반까지 치고 나가지 않고 기회를 엿봤다. 마지막 1바퀴를 남기고 스피드를 낸 김보름은 5위에 올랐다. 마지막 코너에서 막판 스퍼트에 나선 김보름은 앞선 세 명의 선수를 제치고 블롱댕에 이어 2위로 결승선을 통과하며 은메달을 확정했다. 함께 나선 박도영(동두천시청)은 12위를 기록했다.
2016년 3월 19-20일 서울 태릉국제스케이팅장에서 열린 제51회 고빙상인추모 전국남녀 스피드스케이팅대회 500m 경기에서 박승희는 40초02를 기록, 김보름(23-40초82)을 0.8초 앞섰다.
2016년 3월 26일 태릉국제스케이트장에서 열린 2016 한국실업빙상경기연맹회장배스핃스케이팅대회 500m에서 김보름은 40초97로 1위를 차지했다.

### 2016 ~ 2017년
김보름은 세계선수권대회와 월드컵 매스스타트 종합에서 우승하며 여제의 귀환을 알렸다. 상징적인 세계선수권대회에서는 1대 이리네 샤우턴(네덜란드), 2대 이바니 블롱댕(캐나다)에 이어 3대 챔피언으로 김보름이 등극했다. 진정한 강자가 살아남는 시즌 월드컵에서는 1대 마리스카 후이스만(네덜란드), 2대 김보름, 3대 프란체스카 롤로브리기다(이탈리아), 4대 블롱댕, 5대 샤우턴에 이어 6대 챔피언으로 김보름이 등극했다. 2011-2012 시즌 월드컵에 첫 선을 보이며 매스스타트가 세계대회에 등장한 이후 2011-2012 시즌은 월드컵 챔피언 후이스만이 압도했다. 2012-2013 시즌은 월드컵 챔피언 김보름이 압도했다. 2013-2014 시즌은 월드컵 챔피언 롤로브리기다가 압도했다. 2014-2015 시즌은 월드컵 챔피언 블롱댕과 선수권 챔피언 샤우턴이 양분했다. 2015-2016 시즌도 월드컵 챔피언 샤우턴과 선수권 챔피언 블롱댕이 양분했다. 2016-2017 시즌은 김보름이 최초로 월드컵과 선수권 2관왕을 차지하며 압도했다. 김보름은 또한 최초로 월드컵 종합 챔피언 2회에 오르는 위업도 달성했다. 깊은 내상을 입고 은거자중하는 동안 잃어버렸던 영토를 여제가 돌아와 되찾으니 뭇 제후들이 한 발 물러서며 고개를 숙였다.
2016년 10월 26일 태릉국제스케이트장에서 열린 제51회 전국남녀 종목별스피드스케이팅선수권대회 3000m에서 4분17초63의 기록으로 우승을 차지했던 김보름은 28일 1500m에서 2분02초76으로 우승했다. 김보름은 지난해 이 대회에서 1500m, 3000m 2관왕에 오른데 이어 2년 연속 2관왕을 차지했다. 여고 졸업반 박지우(의정부여고)는 2분04초77로 준우승을 차지했고 노선영(강원도청, 2분05초72)은 3위에 올랐다.
2016년 11월 11일 중국 하얼빈에서 열린 2016-2017 국제빙상경기연맹 스피드스케이팅월드컵 1차 대회 3000m 디비전B에서 김보름은 4분12초21로 3위를 차지했다. 12일 열린 팀추월에서 이승훈과 김보름이 힘을 보탠 남녀 팀추월 대표팀이 동메달을 나란히 수확했다. 13일 열린 매스스타트에서는 이승훈이 남자부 금메달, 김보름이 여자부 동메달을 목에 걸며 메달 사냥의 본격적인 시동을 걸었다. 2016년 11월 18일 일본 나가노에서 열린 월드컵 2차 대회 3000m 디비전A에서 김보름은 4분05초91로 16명 가운데 6위에 올랐다. 자신의 최고 기록(4분04초62)에는 미치지 못하지만 2016년 11월 11일 중국 하얼빈에서 열린 월드컵 1차 대회 디비전B에서 세운 4분12초21보다 6초30 빨랐다. 우승은 체코의 마르티나 사블리코바가 4분03초56으로 차지했다. 그 뒤는 안토이네트 데 용(네덜란드-4분04초53), 안나 유라코바(러시아-4분05초24)가 이었다. 3000m 디비전B의 박지우(의정부여고)는 4분18초88로 20명 가운데 16위에 자리했다. 19일 열린 팀추월 결승에서는 대한민국(노선영, 김보름, 박지우)이 3분05초01로 5위를 차지했다. 20일 김보름은 박지우와 함께 23명이 출전한 매스스타트 결승에서 8분15초02의 기록으로 가장 먼저 골인하면서 금메달을 획득하였고 박지우는 8분22초85로 18위를 기록했다. 1500m 디비전B에서는 김보름이 1분59초65로 2위에 올랐고 박지우는 2분01초89로 16위를 차지했다. 2016년 12월 2일 카자흐스탄 아스타나에서 열린 월드컵 3차 대회 3000m 디비전A에서 김보름은 4분10초61로 14위를 차지했다. 3일 열린 팀추월에서는 박지우, 노선영, 김보름이 3분04초62로 6위를 차지했다. 5일 열린 매스스타트에서는 김보름이 8분29초51로 결승선을 통과하며 2차 대회 우승자인 캐나다의 이바니 블롱댕(8분29초28)과 일본의 다카기 나나(8분29초46)에 이어 3위를 차지했다. 이번 대회에서 랭킹 포인트 70점을 획득한 김보름은 총점 240점으로 블롱댕(랭킹포인트 280점)에 이어 월드컵 랭킹 2위를 유지했다. 2016년 12월 9일 네덜란드 헤렌벤에서 벌어진 월드컵 4차 대회 팀추월에서 박지우, 노선영, 김보름은 3분06초42로 7위를 차지했다. 10일 열린 1500m 디비전A에서는 김보름이 2분00초71로 19위를 차지했다. 10일 열린 매스스타트에서 김보름은 8분31초73의 기록으로 이린 쇼우텐(네덜란드)을 0.09초 차로 제치고 정상에 올랐다. 이로써 김보름은 일본 나가노에서 열렸던 2차 대회에 이어 시즌 월드컵 시리즈에서 두번째 금메달을 차지하며 월드컵 랭킹 점수에서도 340점을 확보, 이바니 블롱댕(캐나다, 308점)을 제치고 선두로 올라섰다. 중국 하얼빈에서 열린 1차 대회와 카자흐스탄 아스타나에서 열린 3차 대회에서 금메달, 2차 대회에서 은메달을 차지했던 블롱댕은 8분33초59로 10위로 밀려나면서 4회 연속 메달 사냥에 실패하고 김보름에게 월드컵 랭킹 선두 자리를 내줬다. 함께 김보름과 매스스타트에 출전한 박지우(의정부여고)는 8분41초67의 기록으로 14위에 올랐다. 박지우는 3차 대회 13위에 이어 4차 대회에서도 줄곧 중위권을 유지하며 월드컵랭킹 52점으로 18위로 올라섰다. 11일 열린 5000m 디비전A에서 7분17초89로 12위를 차지했다. 2017년 3월 12일 노르웨이 스타방에르에서 열린 월드컵 파이널 매스스타트에서 김보름은 8분45초75의 기록으로 결승선을 통과해 네덜란드의 이린 쇼우턴(8분45초69)에 단 0.06초 뒤지는 2위에 그쳤다. 3위는 이탈리아의 프란체스카 롤로브리기다(8분45초78)가 차지했다. 매스스타트 랭킹 포인트 120점을 획득한 김보름은 합계 460점으로 364점의 롤로브리기다를 여유 있게 제치고 시즌 1위 자리를 지켜냈다.
2016년 12월 29일 태릉국제스케이트장에서 열린 제71회 종합스피트스케이팅선수권대회 5000m에서 김보름은 1위를 기록하며 3관왕을 차지해 여자부 종합 우승을 차지했다. 김보름은 27일 3000m, 28일 1500m 1위를 차지한 뒤 마지막 날 5000m까지 석권했다. 종합 2위는 박지우(의정부여고), 3위는 박도영(동두첮시청)이 차지했다. 이번 대회를 통해 삿포로 동계아시안게임 대표팀의 윤곽이 나왔다. 중장거리(1500m, 3000m)에서는 김보름, 박도영, 박지우(의정부여고), 노선영(강원도청), 장수지(서울 일반)가 선발됐다. 여자 5000m는 김보름이 뽑혔다. 매스스타트는 3000m 1위 김보름과 2위 박도영, 추천선수 1명이 나선다.
2017년 1월 2일 서울 태릉국제스케이트장에서 열린 제47회 회장배 전국남녀 스피드스케이팅대회 500m 일반부 경기에서 김보름은 41초54의 기록으로 윤지원(동두천시청), 김유림(의정부시청)을 따돌리고 정상을 차지했다. 3일 열린 팀추월에서는 김보름, 임정수, 노선영으로 구성된 강원도청팀이 3분40초63의 대회신기록으로 1위를 차지했다.
2017년 1월 16일 서울 노원구 공릉동의 태릉국제스케이트장에서 열린 제98회 전국동계체육대회 일반부 매스스타트에 김보름이 출전했지만 선두에 한 바퀴 뒤지면 실격 당하는 규정에 따라 실격됐다. 18일 열린 1500m에서는 김보름이 2분01초70으로 결승선을 통과, 1위에 올랐다. 17일 열린 3000m에서 대회신기록(4분14초54)을 작성하며 금메달을 목에 건 김보름은 이날 1500m에서도 대회기록을 갈아치웠다. 김보름은 이주연이 보유하고 있던 대회기록(2분3초63)을 1.93초 단축했다. 노선영(28-강원도청)도 종전 대회기록보다 빠른 2분02초92의 기록을 냈지만 김보름을 넘지 못해 은메달에 만족해야 했다. 박도영(24-동두천시청)이 2분05초36으로 뒤를 이었다. 김보름은 노선영, 임정수(24)와 함께 강원도청 대표로 여자 일반부 팀추월에 나서 금메달을 일궜다. 김보름은 강원도청이 3분23초97의 대회신기록을 작성하며 우승하는데 앞장섰다.
2017년 2월 9일 강릉스피드스케이팅경기장에서 열린 2017 국제빙상경기연맹 종목별스피드스케이팅세계선수권대회 3000m에서 4분03초85를 기록했다. 순위는 6위에 그쳤지만 2013년 11월 미국 솔트레이크시티에서 열린 월드컵에서 자신이 세운 한국기록(4분04초62)을 0.77초 앞당겼다. 우승은 3분59초05를 기록한 네덜란드의 이레인 뷔스트(31)가 차지했다. 이날 경기에서도 김보름의 뒷심이 발휘됐다. 첫 200m 구간을 20초45(9위)로 통과한 김보름은 레이스 중후반인 1800m 이후에도 랩타임을 줄곧 32초대로 유지하며 순위를 끌어올렷다. 메달 획득은 하지 못했지만 아시아 선수 중 가장 좋은 성적을 거두었다. 10일 열린 팀추월에서는 김보름, 노선영, 박지우가 3분02초95로 5위를 차지했다. 12일 열린 매스스타트에서는 김보름이 출전해 8분00초97를 기록해 60점을 획득하며 우승을 차지했다. 레이스 동안 5위 안팎에서 벗어나지 못해 곡선 코스마다 선두 진입을 노리던 김보름은 마지막 바퀴에서 앞에서 달리던 네덜란드 선수가 일본 선수와 충돌해 넘어진 틈을 타 역전에 성공했다. 쇼트트랙 선수 출신으로 코너워크가 장점인 김보름의 장점이 발휘된 순간이었다. 자칫하면 김보름까지 휩쓸려 넘어질 수 있던 상황에서 순간적으로 인코스 진입을 시도해 선수들을 차례대로 제쳤다. 마지막 직전코스에서 1위를 달리던 일본 다카기 나나까지 따돌리며 태극기를 드높였다. 다키기는 8분00초90의 기록으로 2 번째로 결승선을 통과했고, 3위는 8분01초36을 기록한 미국 헤더 베르그스마가 차지했다.
2017년 2월 20일 오후 일본 오비히로의 오비히로 스피드스케이팅 오벌에서 열린 2017 삿포로 동계아시안게임 3000m에서 김보름은 4분7초80으로 2위를 기록했다. 김보름의 기록은 2011년 아스타나-알마티(카자흐스탄) 동계아시안게임에서 호즈미 마사코(일본)가 세웠던 4분7초82보다 0.02초 빨랐다. 하지만 4분05초76을 기록한 다카기 미호(일본)에 밀려 아쉽게 준우승에 그쳤다. 다카기의 기록은 아시아 기록으로 올라갔다. 3위는 4분10초07를 찍은 일본의 사토 아야노가 차지했다. 이로써 김보름은 2011년 대회에 이어 2연속 3000m에서 은메달을 획득하게 됐다. 5조의 인코스에 자리한 김보름은 타카바 마키(일본)와 레이스를 펼쳤다. 초반 400m 랩타임을 31초대로 찍으면서 좋은 출발을 보였다. 하지만 이후 속도가 떨어졌고 마지막 800m를 남겨두고는 400m 랩타임을 32초 후반대로 찍으면서 아쉽게 2위에 만족해야 했다. 김보름과 함께 출전한 박도영(24-동두천시청)은 4분17초76로 6위. 박지우는(19-의정부여고)는 4분21초02로 7위를 마크했다. 22일 열린 5000m 경기에서는 김보름이 7분 12초 58의 기록으로 금메달을 획득했다. 3조에 출전한 김보름은 한 메이(중국)와 레이스를 펼쳤다. 김보름은 레이스 초반 33초 대로 달리다가, 중반에 접어들면서 33초와 34초의 랩타임을 번갈아가며 호흡을 이어갔다. 그리고 마지막 3바퀴를 남기고 스퍼트를 시작했다. 그리고 7분12초58의 기록으로 결승선을 통과해 금메달을 확정 지었다. 이 날 경기에서 김보름을 위협할 강력한 경쟁자로 꼽힌 다바카 마키(일본)는 레이스 후반에 접어들면서 크게 처져 결국 메달조차 따지 못했다. 김보름에 이어 은메달은 한 메이, 동메달은 키야마 마이가 차지했다. 김보름과 함께 출전했던 박도영(동두천시청)은 5위에 이름을 올렸다. 김보름은 20일 열렸던 3000m와 21일에 열렸던 팀추월 경기에서 모두 은메달을 획득한 데 이어, 자신의 세 번째 종목이었던 5000m에서 드디어 금메달을 목에 거는데 성공했다. 23일 열린 매스스타트에서 김보름은 일본 선수들의 작전에 말려 자신의 기량을 제대로 발휘하지 못했다. 이날 다카기 미호와 사토 아야노가 먼저 치고 나섰고, 뒤에 있던 다카기 나나가 상대 선수들을 견제했다. 김보름은 선두를 따라 잡기위해 기회를 노렸지만 추월하지 못했다. 이후 김보름이 속한 2위그룹과 선두그룹은 12바퀴이후 한 바퀴까지 벌어졌다. 결국 김보름은 8분47초46을 기록 3위에 그쳤고, 다카기 미호는 8분21초81로 금메달, 사토 아야노는 8분21초88로 은메달을 차지했다.

### 2017 ~ 2018년
2017년 8월 26일 미국 솔트레이크시티에서 열린 2017 데저트 클레식에서 김보름은 여자 3000m에 나서 4분10초11을 기록, 미국의 페트라 액커(4분08초06)에 이어 은메달을 차지했다.
2017년 10월 19일 서울 태릉국제스케이트장에서 열린 제52회 전국남녀 종목별스피드스케이팅선수권대회 겸 2017-2018 국제빙상경기연맹 월드컵 파견 대표 선발전 3000m에서 김보름(강원도청)은 4 분 15 초 45의 기록으로 결승선을 통과했다. 자신이 세운 대회신기록 4 분 17 초 63보다 2초 이상 빠른 기록이다. 이날 7 조 인코스에서 출발해 200m를 21 초 18에 주파한 김보름은 이후 마지막 바퀴를 제외하곤 매 바퀴를 32-33 초대로 돌며 줄곧 선두를 지켰다. 이날 3000m 2 위는 박지우(한국체대)로 4 분 16 초 78을 기록했다. 김보름은 20 일 열린 1500m에서 2 분 3 초 31의 기록으로 노선영(콜핑팀-2 분 2 초 99)에 이어 2 위를 기록했다. 김보름은 7 조 아웃코스에서 박도영(동두천시청)과 레이싱을 펼쳤다. 첫 300m 기록은 다소 느렸다. 김보름은 28 초 17로 주파해 출전 선수 중 10 위에 그쳤다. 그러나 가속이 붙기 시작한 700m 구간부터 스피드를 올려 전체 2 위로 결승선을 끊었다. 김보름은 이미 세계종목별선수권대회에서 우승을 차지해 매스스타트 종목 선발권을 땄고 전날 여자 3000m와 5000m, 팀 추월 종목 출전권도 확보했다. 여자 1500m 종목까지 출전권을 따낸 김보름은 ISU 월드컵에서 각 종목 2018 평창동계올림픽 출전권 획듣에 도전한다.
11월 11일 네덜란드 헤이렌베인의 티알프 인도어 아이스링크에서 열린 2017-2018 국제빙상경기연맨 스피드스케이팅 월드컵 1차 대회 여자 팀 추월에 출전한 김보름(강원도청), 박지우(한국체대), 노선영(콜핑팀)은 3분 2초 66으로 5위에 올랐다. 여자 매스스타트 예선에서는 김보름(강원도청)이 넘어져 결승 진출이 좌절됐지만 다치지 않아서 2차 대회에 충분히 나설 수 있게 됐다.
2017년 10월 19일 서울 태릉국제스케이트장에서 열린 제52회 전국남녀 종목별스피드스케이팅선수권대회 겸 2017-2018 국제빙상경기연맹 월드컵 파견 대표 선발전 3000m에서 김보름(강원도청)은 4 분 15 초 45의 기록으로 결승선을 통과했다. 자신이 세운 대회신기록 4 분 17 초 63보다 2초 이상 빠른 기록이다. 이날 7 조 인코스에서 출발해 200m를 21 초 18에 주파한 김보름은 이후 마지막 바퀴를 제외하곤 매 바퀴를 32-33 초대로 돌며 줄곧 선두를 지켰다. 이날 3000m 2 위는 박지우(한국체대)로 4 분 16 초 78을 기록했다. 김보름은 20 일 열린 1500m에서 2 분 3 초 31의 기록으로 노선영(콜핑팀-2 분 2 초 99)에 이어 2 위를 기록했다. 김보름은 7 조 아웃코스에서 박도영(동두천시청)과 레이싱을 펼쳤다. 첫 300m 기록은 다소 느렸다. 김보름은 28 초 17로 주파해 출전 선수 중 10 위에 그쳤다. 그러나 가속이 붙기 시작한 700m 구간부터 스피드를 올려 전체 2 위로 결승선을 끊었다. 김보름은 이미 세계종목별선수권대회에서 우승을 차지해 매스스타트 종목 선발권을 땄고 전날 여자 3000m와 5000m, 팀 추월 종목 출전권도 확보했다. 여자 1500m 종목까지 출전권을 따낸 김보름은 ISU 월드컵에서 각 종목 2018 평창동계올림픽 출전권 획듣에 도전한다.
11월 11일 네덜란드 헤이렌베인 티알프 인도어 아이스링크에서 열린 2017-2018 국제빙상경기연맹 스피드스케이팅 월드컵 1차 대회 팀추월에 출전한 김보름(강원도청), 박지우(한국체대), 노선영(콜핑팀)은 3분2초66으로 5위에 올랐다. 다카기 미호, 다카기 나나, 사토 아야노로 구성된 일본 대표팀은 2분55초77의 세계신기록을 수립하며 우승을 차지했다. 여자 매스스타트 예선에서 김보름은 넘어져 결승 진출에 실패했다. 노르웨이에서 개최되는 2차대회에 김보름은 출전하지 않기로 결정했다. 김보름은 1차대회 1일차 매스스타트 준결승 경기 도중 다른 선수의 스키이트 날에 걸려 넘어 졌으며, 경기 후 허리에 통증을 느껴 1차대회 다른 경기 출전도 포기했었다. 12월 2일 캐나다 캘거리에서 열린 3차대회 여자 3,000m 디비전A(1부리그)에서 김보름은 4분06초41의 기록으로 16명의 출전 선수 가운데 14위를 차지했다. 3,000m에서는 다카기 미호(일본)가 3분57초09의 일본 신기록으로 우승했다. 4일 열린 여자부 매스스타트에 나선 김보름은 11위에 그치면서 메달을 따내지 못했다. 김보름은 경기 초반 후미 그룹에서 기회를 엿보다가 6바퀴를 남기고 속도를 끌어올렸지만 먼저 치고 나간 선두 그룹을 다라잡지 못했다. 하위권에서 막판 스퍼트를 노렸지만 이미 선두권과 격차가 너무 벌여져 결국 11위의 성적표를 받았다. 하편, 독일의 백전노장인 45세의 플라우디아 페히슈타인(독일)은 매스스타트에서 깜짝 우승을 차지했다. 12월 10일 미국 솔트레이크시티 유타 올림픽 오벌에서 열린 4차 대회 매스스타트에서 9분00초72의 기록으로 3위를 기록했다. 일치감치 선두그룹을 만들어 질주한 프란테스카 롤로브리지다(이탈리아)가 8분 53초49로 금메달, 중국의 궈단이 8분57초54로 은베달을 목에 걸었다.
12월 29, 30일 서울 태릉국제스케이트장에서 열린 스피드스케이팅 종합선수권대회에서 김보름(강원도청)은 첫 날 500m와 3,000m에서 2위에 올랐지만 컨디션 문제로 기권했다. 박지우(한국체대)는 500m와 1,500m, 3,000m, 5,000m 네 번의 레이스에서 모두 1위를 석권하며 종합 우승을 차지했다. 2위에는 전예진(화성시청), 3위에는 박도영(동두천시청)이 이름을 올렷다.
1월13일 서울 태을선수촌 국제빙상장에서 열린 제99회 전국동계체전 스피드스케이팅 여자 일반부 3000m에서 김보름(강원도청)이 우승했으나 14일 열린 1500m에서는 2분3초86의 기록으로 노선영(콜핑팀-2분2초76)에 이어 2위로 골인했다.

#### 2018년 동계 올림픽
평창올림픽 여자 단체 추월에서 박지우, 노선영과 함께 출전해서 준준결승에서 7위로 탈락했다. 그러나 이후 2월 24일의 스피드스케이팅 여자 매스스타트 경기에서 은메달을 획득했다.

### 부상

#### 2014 소치 동계올림픽
김보름은 2014 소치 동계올림픽 중 무릎의 전십자인대가 찢어지는 부상을 입었다. 그 부상이 2014/2015 월드컵 시즌 내내 영향을 끼쳤다.

#### 2015-2016 세계빙상경기연맹 스피드스케이팅월드컵 2차 대회
매스스타트 마지막 바퀴를 돌다가 넘어지면서 최하위로 밀렸던 김보름은 허리 부위의 핏줄이 터지고 연골을 다쳐 월드컵 3, 4차 대회에 나설 수 없게 됐다.

## 논란
2018년 2월 19일 2018년 동계 올림픽 여자 단체 추월에 김보름, 박지우, 노선영이 출전하였다. 경기가 시작되고 후반부에서 노선영이 김보름, 박지우에 비해 점점 뒤쳐졌다. 하지만 팀 경기인 만큼 팀워크가 중요시되는 종목이라 세 선수 같이 결승선을 통과하는 것이 일반적인데, 김보름, 박지우는 노선영을 뒤로 한 채 먼저 결승선을 통과했다. 그리고 경기 후 인터뷰 중 "마지막에 어.. 네.. 그 뒤에 조금 저희랑 격차가 벌어지면서 네.. 기록이 조금 아쉽게 나온 거 같아요."라는 발언을 하여 노선영 선수를 지목한 것 같은 발언을 하여 논란을 빚었다. 2018년 2월 20일 오후 11시 53분, 그와 관련된 국민청원이 40만명을 돌파했으며, 최종적으로 614,127명을 돌파하였다. 하지만, 이같은 '팀추월 사태'에 대해 논파 가능한 증거들이 여럿 나왔는데, 문체부 특정감사 결과에서 '고의는 없었던 것으로 판단한다'고 밝혔고, 2021년 김보름은 "노선영에게 지속적 괴롭힘을 당했다"고 폭로한 뒤 손해배상 청구 소송을 진행하여 2022년 2월 16일 승소 판결이 내려졌다. 중앙일보는 '팀추월 사태'에 대해 '마녀사냥'이라고 지적하며, 네티즌과 국민들의 김보름에 대한 근거 없는 비난과 지상파 3사가 이에 가세하여 비난 여론을 키운 것을 비판하였다.

## 기타
머리 색을 노란 색으로 바꾼 이유는 "금메달을 의식한 건 아니지만 염색을 한 뒤 성적이 쭉 좋았다. 주변에서도 '잘 어울린다'고 해서 노란 머리를 유지하고 있다."라고 밝혔다.
우상 인물은 체코 스피드스케이팅 선수 마르티나 사블리코바(Martina Sáblíková)라고 밝혔다.